# Паславський Іван Васильович
Іван Васильович Паславський (8 лютого 1945, с. Велика Волосянка, Старосамбірський район, Дрогобицька область — 2 серпня 2021) — український філософ, історик, провідний науковий співробітник, кандидат філософських наук.

## Біографія
Закінчив Львівський університет ім. Ів. Франка за спеціальністю класична філологія (1969 р.). Кандидат філософських наук. Дисертація присвячена філософським аспектам міжконфесійної боротьби в Україні у XVII столітті (1979).
З 1971 р. — в Інституті суспільних наук (тепер Інститут українознавства імені І. Крип'якевича НАН України).
У 1971—1981 рр. — молодший науковий співробітник, в 1981—2000 рр. старший науковий співробітник відділу філософії, а з жовтня 2000 р. — провідний науковий співробітник відділу історії середніх віків. Досліджує історію української філософії та релігійно-церковного життя України середніх віків і ранньомодерного часу.
Автор понад 200 наукових та науково-популярних праць.

## Список основних наукових праць

### Монографії
- «З історії розвитку філософських ідей на Україні в кінці XVI — першій третині XVIII ст.» (Київ, 1984), «Між Сходом і Заходом. Нариси з культурно-політичної історії Української церкви» (Львів, 1994), «Берестейська унія і українська християнська традиція» (Львів, 1997), «Коронація Данила Галицького в контексті політичних і церковних відносин ХІІІ ст.» (Львів, 2003), «Антоній Ангелович. Його епоха і діяльність» (Львів, 2006, у співавторстві з М.Гайковським); «Галицька митрополія: Історичний нарис» (Львів, 2007).
- «Философская мысль в Киеве. Историко-философский очерк» (Київ, 1982), «Історія філософії на Україні» (Київ, 1987, т. 1.), «Руська Трійця в історії суспільно-політичного руху і культури України» (Київ, 1987), «Філософія відродження на Україні» (Київ, 1990), «Історія української культури» (Київ, 2001, т. 2).

### Переклади
- Прокопович Феофан Про метод писання історії і про листи // Прокопович Ф. Філософські твори: В трьох томах. / Пер. з лат. — К.: Наук. Думка, 1979. — Т. 1. — С. 336—366. Фрагменти перекладу друкувалися також у журналі: Філософська думка. — 1971, № 1. — С. 99—109.
- Кроковський Йоасаф. [Фрагменти філософського курсу (Фізика, метафізика, логіка, психологія)] // Філософська думка, 1976, № 5. — С. 104—107.
- Кроковський Йоасаф. Диспути з логіки / Пер. з лат. — Машинопис. — 466+6с. // Депон. у Відділі рукописів Львівської НБ ім. В. Стефаника НАН України. Копії: Архів Інституту українознавства ім. І. Крип'якевича НАН України.
- Іван-Павло ІІ. Фрагмент енцикліки «Віра і розум» (Розділ IV: Співвідношення між вірою і розумом) / Пер. з пол. // Київська Церква: Альманах християнської думки. — Київ — Львів, 1999. — № 5. — С. 6—10.

### Статті
- Кирило Транквіліон-Ставровецький і філософські традиції Київської Русі // Київська Русь: культура, традиції. Збірник наук праць. — К.: Наук. думка, 1982. — С. 92—103.
- До питання прол роль візантійського ісихазму в розвитку духовної культури східнослов'янських народів // З історії міжслов'янських зв'язків. Збірник наук. праць. — Київ, Наук. Думка, 1983. — С. 54—67.
- Розвиток логічних ідей у вітчизняній філософії другої половини XV ст. // Філософська думка, 1986, № 6. — С. 45—55.
- Исихазм в украинской средневековой философской мысли // Православие в Древней Руси. Сборник научных трудов. — Ленинград: ГНИФиА, 1989. — С. 54—60.
- Реформація та її впливи на українське духовне життя в історіософії Михайла Грушевського // Михайло Грушевський. Збірник наукових праць і матеріалів Міжнародної ювілейної конференції, присвяченої 125-ій річниці від дня народження Михайла Грушевського. — Львів, 1994. — С. 162—175.
- Уявлення про потойбічний світ і формування поняття чистилища в українській середньовічній народній культурі // Записки НТШ: Праці Історично-філософської секції. — Львів, 1994. — Т. 228. — С. 343—356.
- Святий Тома з Аквіну і його вчення в контексті української духовності // Київська Церква: Альманах християнської думки. — Київ-Львів, 1999. — № 4. — С. 15—23.
- Платонізм і арістотелізм у філософській культурі України ХІ — XVIII ст. // Там само. — 2000. — № 3. — С. 31—41.
- До історії формування української наукової та філософської термінології в пізню княжу добу (На матеріалах київської перекладної літератури другої половини XV століття) // Діалектичні студії. 3: Збірник пам'яті Ярослави Закревської. — Львів, 2003. — С. 300—316.
- Філософська культура Галицько-Волинської держави: пошуки морального ідеалу і формування державної ідеології // Українські землі часів короля Данила: Церква і держава. Статті й матеріали. — Львів: «Логос», 2005. — С. 21—26.